# マリアーノ・アルペリン
マリアーノ・アルペリン＝ブルベラ（Mariano Alperin-bruvera、1965年10月10日 - ）は、アルゼンチン・ブエノスアイレス出身、フランス国籍の空力エンジニア。

## 経歴
オーストラリアの学校とフランスの大学に通った。
トゥールーズ大学で物理学の修士号を取得し、国立航空宇宙大学院大学で航空工学を学び1990年卒業。
1990年から1991年、AGSチーム、1991年にモデナチームでランボルギーニエンジニアリングのF1プログラムに参加。
1991年から1992年、フォンドメタルチームで、テレメトリプログラムを担当し、ガブリエーレ・ルミの庇護下に入る。
1993年にデュランゴF3000チームレースエンジニアの経験を経て、ガブリエーレ・ルミの出資によるジャン＝クロード・ミジョーの運用するフォンドテックの構成メンバーの一人となる。